# Giovanni Gentile
Giovanni Gentile (Castelvetrano, 29 de maio de 1875 — Florença, 15 de abril de 1944) foi um filósofo, político e educador italiano. Foi uma figura de destaque do fascismo italiano e, juntamente com Benedetto Croce, um dos maiores expoentes do neoidealismo filosófico. Realizou uma série de reformas, sociais-pedagógicas e autoritárias, em seu governo como ministro da educação no período da Itália Fascista.
Giovanni Gentile foi um filósofo italiano associado ao idealismo e ao pensamento político. Ele desempenhou um papel significativo na teorização do pensamento político que fundamentou o fascismo na Itália. No entanto, é importante notar que Gentile também expressou críticas e descontentamento em relação a alguns aspectos do próprio fascismo.
Uma das críticas de Gentile ao fascismo estava relacionada à sua visão de um Estado totalitário, onde ele acreditava que o Estado deveria controlar todos os aspectos da vida. No entanto, ele discordava em alguns pontos práticos com Benito Mussolini, líder do regime fascista italiano, especialmente em relação à ênfase no individualismo e à implementação de políticas anti-intelectuais.
Apesar dessas críticas, Gentile permaneceu um defensor fundamental do fascismo e, em última análise, suas ideias ajudaram a moldar a base intelectual desse movimento. Suas críticas não eram uma rejeição fundamental do fascismo, mas sim reflexões sobre a implementação específica desse sistema.
Autointitulado "filósofo do fascismo", ele foi influente em fornecer uma base intelectual para o fascismo italiano, e escreveu sob pseudônimo parte de A Doutrina do Fascismo (1932) com Benito Mussolini. Ele estava envolvido no ressurgimento do neoidealismo hegeliano na filosofia italiana e também desenvolveu seu próprio sistema de pensamento, que ele chamou de "idealismo real" ou "atualismo", e que tem sido descrito como "o extremo subjetivo da tradição idealista".
Junto com Benedetto Croce foi um dos maiores expoentes do neo-idealismo filosófico e do idealismo italiano, além de importante protagonista da cultura italiana na primeira metade do século XX, cofundador do Instituto da Enciclopédia Italiana e, como ministro, criador, em 1923, da reforma da educação pública conhecida como Reforma dos Gentios. A sua filosofia chama-se "atualismo".  
Ele também foi uma figura de destaque do fascismo italiano, até se considerou o inventor da ideologia do fascismo.  Após sua adesão à República Social Italiana , ele foi morto durante a Segunda Guerra Mundial por alguns partidários do Grupo de Ação Patriótica da Itália.  

## Biografia
Giovanni Gentile nasceu em Castelvetrano, na Sicília, em maio de 1875. Ele foi influenciado por intelectuais italianos como Giuseppe Mazzini, Antonio Rosmini, Vincenzo Gioberti e Bertrando Spaventa, de quem ele emprestou a ideia de autoctisi, "autoconstrução", mas também foi fortemente influenciado pelas escolas de pensamento idealistas e materialistas alemãs - a saber Karl Marx, Georg Wilhelm Friedrich Hegel e Johann Gottlieb Fichte, com quem ele compartilhou o ideal de criar uma Wissenschaftslehre, uma teoria para uma estrutura de conhecimento que não faz suposições. Friedrich Nietzsche também o influenciou, como se vê em uma analogia entre Übermensch de Nietzsche e Uomo Fascista de Gentile. Na religião, ele se apresentava como católico (de algum tipo) e enfatizava a herança cristã do idealismo real; Antonio G. Pesce insiste que “não há dúvida de que Gentile era católico”, mas ocasionalmente Gentile se identificava como ateu, embora ainda fosse culturalmente católico.
'Ele era um grande homem que inspirava grande simpatia; com uma barriga irreprimível, belos cabelos grisalhos sobre um rosto vermelho brilhante, de cordialidade carnal. Tudo menos um filósofo: assim ele apareceu para mim, embora eu estivesse cheio de entusiasmo por seus recém-lidos Discurso sobre a Religião. Bem-humorado, familiar (paternalista), ele me deu a impressão de um vigoroso fazendeiro siciliano, que baseia sua autoridade no papel indiscutível de patriarca. [...] " (Geno Papaloni , Fiel às amizades , 1984) 
Após os estudos de filosofia, dedicou-se ao ensino e, a partir de 1906, foi professor universitário. Nesse mesmo ano passou a colaborar com Benedetto Croce, que acabara de fundar a revista La Critica. Sua filosofia neo-hegeliana foi predominante na Itália no período entre as duas guerras e manteve desde então alguma influência. Posteriormente, seu apoio  ao fascismo levaria  ao rompimento de suas relações com Croce.
Benedetto Croce escreveu que Gentile "... tem a honra de ter sido o neo-hegeliano mais rigoroso de toda a história da filosofia ocidental e a desonra de ter sido o filósofo oficial do fascismo na Itália".
A base filosófica de Gentile para o fascismo estava enraizada em sua compreensão da ontologia e epistemologia, na qual ele encontrou a vindicação da rejeição do individualismo e da aceitação do coletivismo, com o estado como o local final de autoridade e lealdade fora de cuja individualidade não fazia sentido.
Gentile imaginou uma ordem social em que opostos de todos os tipos não deviam ser vistos como existindo independentemente uns dos outros; que "público" e "privado" como interpretações gerais eram atualmente falsas impostas por todos os governantes anteriores, incluindo o capitalismo e o comunismo; e que apenas o estado totalitário recíproco de corporativismo, um estado fascista, poderia superar esses problemas. Para Gentile, ao contrário de Croce, que considerava o pensamento marxista apenas uma "paixão política" provocada pela indignação moral pelas injustiças sociais, esse marxismo é uma filosofia da história derivada de Hegel. De fato, na Filosofia de Marx (1899), Gentile afirma que essa filosofia da história (como uma concepção materialista da história) é construída por Marx ao substituir a Matéria - estrutura econômica - pelo Espírito, reconhecendo que a filosofia de Marx, apesar de ser uma filosofia hegeliana de história errônea, possui a virtude de ser uma "filosofia da práxis". Gentile traduziria pela primeira vez para o italiano a Tese sobre Feuerbach, um pequeno escrito de Karl Marx.
Professor de história da filosofia em Palermo, de 1906 a  1914, e em Pisa, entre 1914 até 1917, Gentile depois transferiu-se para Roma, onde, além de continuar suas atividades pedagógicas passou a se interessar  por política. Desenvolveu - especialmente em sua Teoria geral do espírito como ato puro - um idealismo atualista, que pretendia superar dialeticamente todas as oposições sem suprimi-las, propondo-se como uma "dialética do pensamento pensante". Nessa filosofia acreditou ver a realização do fascismo.
Em 1925, Gentile escreveria o Manifesto dos intelectuais fascistas, no qual contém uma história do fascismo de 1919 a 1922, onde afirma que o fascismo é um movimento orientado para o progresso e a conciliação entre o estado e os sindicatos, argumentando a favor da limitação da liberdade de imprensa.
Ministro da Instrução Pública do Reino da Itália entre 1922 e 1925 (já  no governo de Benito Mussolini), foi autor de importante reforma do ensino. Membro do grande conselho fascista, permaneceu fiel a Mussolini até o final, já durante a  República de Salò (1943 – 1945), quando foi assassinado por membros da resistência antifascista (partigiani).

### Estudos e percurso académico
Oitavo de dez filhos, Gentile nasceu em 1875 em Castelvetrano, na área de Trapani, filho de Giovanni Gentile, farmacêutico, e Teresa Curti, filha de um notário. Frequentou a escola secundária/ginásio "Ximenes" em Trapani. Venceu então o concurso para quatro estágios na Escola Normal Superior de Pisa,  onde se matriculou na faculdade de literatura e filosofia: aqui tem como professores, entre outros, Alessandro D'Ancona , professor de literatura, ligado ao método histórico e ao positivismo e às ideias liberais, Amedeo Crivellucci, professor de história, e Donato Jaja, professor de filosofia, seguidor hegeliano de Spaventa, que muito influenciou seu pensamento filosófico quando adulto. 
Depois de se formar em 1897, com nota máxima e obter o direito de publicar a tese, e um curso de especialização em Florença , Gentile obteve uma cátedra de filosofia no internato nacional Mario Pagano em Campobasso. Em 1900 mudou-se para a escola secundária Vittorio Emanuele em Nápoles. Em 1901 casou-se com Erminia Nudi, conhecida em Campobasso: do casamento nasceram Teresa (1902), Federico (1904), os gêmeos Gaetano e Giovanni junior (1906), Giuseppe (1908) e Tonino (1910). 
Em 1902 obteve o ensino gratuito em filosofia teórica e no ano seguinte em pedagogia. Obteve então a cátedra na Universidade de Palermo (1906-1914, história da filosofia), onde frequentou o clube " Giuseppe Amato Pojero " e fundou a revista Nuovi Doveri em 1907 com Giuseppe Lombardo Radice. Em 1914 na Universidade de Pisa (até 1919, filosofia teórica) e finalmente na Sapienza em Roma (desde 1917 professor titular de História da Filosofia, e em 1926 professor titular de Filosofia Teórica). 
Foi professor titular de História da Filosofia na Universidade de Palermo (27 de março de 1910), professor titular de filosofia teórica na Universidade de Pisa (9 de agosto de 1914), professor titular de história da filosofia na Universidade de Roma (11 de novembro de 1917 ), Professor de Filosofia Teórica na Universidade de Roma (1926), Comissário da Escola Normal Superior de Pisa (1928-1932), Diretor da Escola Normal Superio de Pisa (1932-1943) e Vice-presidente da Universidade Bocconi de Milão (1934)-1944). 
Durante seus estudos em Pisa, ele conhece Benedetto Croce, com quem mantém uma correspondência contínua de 1896 a 1923: tópicos tratados primeiro com história e literatura, depois filosofia. Unidos pelo idealismo (sobre o qual eles tinham ideias diferentes de qualquer maneira), juntos eles contrastavam o positivismo e a degeneração, segundo eles, da universidade italiana. Juntos fundaram a revista La Critica em 1903, para contribuir, a partir de suas ideias, para a renovação da cultura italiana: Croce trata da literatura e da história, Gentile, por outro lado, dedica-se à história da filosofia. Naqueles anos Gentile ainda não desenvolveu seu próprio sistema filosófico. Sua filosofia, o "Atualismo (filosofia)", terá uma configuração sistemática apenas no limiar da Primeira Guerra Mundial. Será também a partir de 1915 que Gentile passou a integrar o Conselho Superior de Educação Pública, até 1919. 

### O primeiro período pós-guerra e adesão ao fascismo
No início da Primeira Guerra Mundial, em meio às dúvidas do neutralidade, Gentile tomou partido a favor da intervenção na guerra como conclusão do Risorgimento italiano. Nessa altura revelou a si mesmo a paixão política que estava dentro dele e assumiu uma dimensão que já não era apenas a do professor que fala da cadeira, mas a do "intelectual" militante, que se revela ao grande público através dos jornais diários. 
No imediato pós-guerra, ele participou ativamente do debate político e cultural. Em 1919, juntamente com Luigi Einaudi e Gioacchino Volpe, esteve entre os signatários do manifesto do Grupo Nacional Liberal Romano, que, juntamente com outros grupos nacionalistas e ex-combatentes, formou a Aliança Nacional para as eleições políticas , cujo programa político prevê a a reivindicação de um "Estado forte", ainda que dotado de ampla autonomia regional e municipal, capaz de combater a metástase burocrática, o protecionismo , as aberturas democráticas a Nitti, revelou-se "incapaz de proteger os interesses supremos da nação, incapaz de compreender e menos ainda de interpretar os sentimentos mais sinceros e nobres".  

Em 1920 fundou a Revista Crítica de Filosofia Italiana. Também em 1920 tornou-se conselheiro municipal da Câmara Municipal de Roma, enquanto no ano seguinte foi também nomeado conselheiro suplente para a 10ª Divisão, ABA, ou para Antiguidades e Belas Artes, também da Câmara Municipal de Roma. Em 1922 tornou-se membro da Academia Nacional dos Linces. Até 1922 Gentile não mostrou nenhum interesse particular no fascismo. Só então se posicionou sobre o assunto, declarando que via em Mussolini um defensor do liberalismo do Risorgimento no qual se reconhecia:
"Tive que me persuadir de que o liberalismo, como eu o entendo e como os homens da gloriosa direita que conduziram a Itália do Risorgimento o entendiam, o liberalismo da liberdade na lei e, portanto, no estado forte e no estado concebido como uma realidade ética, não é representada na Itália hoje pelos liberais, que são mais ou menos abertamente contra você, mas precisamente por você". (De uma carta de 31 de maio de 1923 endereçada a Benito Mussolini , citada em G. Gentile, A reforma da escola na Itália, Florença, Le Lettere, 1989, pp. 94-95) 
Em 31 de outubro, quando o regime tomou posse, foi nomeado ministro da educação pública por Mussolini (1922-1924, por renúncia voluntária), implementando a reforma Gentile em 1923, altamente inovadora em comparação com a reforma anterior baseada na Lei Casati de mais de sessenta anos antes (1859 ). Em 5 de novembro de 1922 tornou-se senador do Reino. Em 1923 Gentile se juntou ao Partido Nacional Fascista(PNF) com a intenção de fornecer um programa ideológico e cultural. Após a crise de Matteotti, dada a sua renúncia ao cargo de ministro, Gentile foi chamado para presidir a Comissão dos Quinze para o projeto de reforma do Estatuto Albertino (que mais tarde se tornou o Dezoito para a reforma do sistema jurídico do Estado). 

### Adesão à cultura fascista na Itália
Gentile permanece fascista e em 1925 publica o famoso Manifesto dos intelectuais fascistas , no qual vê o fascismo como possível motor da regeneração moral e religiosa dos italianos e tenta ligá-lo diretamente ao Risorgimento. Este manifesto sanciona a saída definitiva de Gentile de Benedetto Croce, que responde com uma refutação. Em 1925 promoveu o nascimento do Instituto Nacional de Cultura Fascista, do qual foi presidente até 1937. 
Devido às suas inúmeras posições culturais e políticas, exerceu forte influência na cultura italiana ao longo dos vinte anos do fascismo, especialmente nos setores administrativo e escolar. Ele é o diretor científico da Enciclopédia Italiana do Instituto Treccani de 1925 a 1938 , e vice-presidente desse instituto de 1933 a 1938 onde acolheu numerosos "colaboradores não fascistas" como o socialista Rodolfo Mondolfo. Gentile é o grande responsável pelo nível cultural e pela amplitude de visão da obra: ele convidou "3.266 estudiosos de diferentes orientações para colaborar no novo empreendimento" , uma vez que "toda a melhor cultura nacional tinha que estar envolvida no trabalho, incluindo muitos estudiosos judeus ou notoriamente antifascistas , que muitas vezes tinham seu único sustento neste trabalho".  Desta forma consegue manter uma autonomia substancial, na edição da enciclopédia, da interferência do regime fascista. 
Em 1928 tornou-se comissário real da Escola Normal Superior de Pisa, e em 1932 diretor. Ele está envolvido no estabelecimento do Juramento de Fidelidade ao Fascismo de 1931 que causará a expulsão de alguns acadêmicos ilustres da Universidade italiana. 
Em 1930 tornou-se vice-presidente da Universidade Bocconi. Em 1932 tornou-se Membro Nacional da Academia Nacional dos Linces. No mesmo ano inaugurou o Instituto Italiano de Estudos Germânicos, do qual se tornou presidente em 1934 . Em 1933 inaugurou e tornou-se presidente do Instituto Italiano para o Médio e Extremo Oriente. Em 1934 inaugura o Instituto Mazziniano de Gênova. Foi diretor da Nova Antologia e acolheu "colaboradores não fascistas" como o socialista Rodolfo Mondolfo . Em 1937 tornou-se comissário real, em 1938 presidente do Centro Nacional de Estudos Manzonianos e em 1941 foi presidente da Domus Galilaeana em Pisa. 

#### Relações com a cultura católica
No entanto, não faltam divergências com o regime: em particular, seu pensamento sofreu um duro golpe em 1929, na assinatura dos Pactos de Latrão entre a Igreja Católica e o Estado italiano: embora Gentile reconheça o catolicismo como uma forma histórica de espiritualidade italiana, ele acredita que não pode aceitar um estado não-secular. Este evento marca um ponto de virada em seu compromisso político militante; ele também se opõe ao ensino da religião católica nas escolas de ensino fundamental e médio, enquanto julgava correto - tendo-a incluído em sua reforma - que nas escolas primárias, por considerá-la uma preparação para a filosofia adequada às crianças. Em 1934, o Santo Ofício indexa as obras de Gentile e Croce, devido ao seu reconhecimento, na esteira do idealismo, do cristianismo católico como mera "forma do espírito ", mas considerado inferior à filosofia, como Gentile explica em seu discurso de 1943 Minha religião, no qual há também algumas críticas veladas ao papado histórico , inspiradas em Dante , Gioberti e Manzoni. Destaca-se também a defesa de Giordano Bruno, o filósofo herético condenado à fogueira pela Inquisição em 1600, a quem dedica um ensaio , comprometendo-se também com Mussolini para que a estátua do pensador Nolan - erguida em Campo de Fiori em 1889 e obra do escultor anticlerical Ettore Ferrari - não fosse removida, como solicitado por alguns católicos.   

#### Controvérsia com o regime
Em 1936 começou uma longa controvérsia contra o novo Ministro da Educação Nacional Cesare Maria De Vecchi, a quem Gentile acusou de "poluir a cultura nacional". 

Gentile, pessoalmente, não compartilhava das leis raciais de 1938, como evidenciado por uma correspondência com Benvenuto Donati que durou todo o período entre 1920 e 1943. Já em 21 de dezembro de 1933, durante o dia de inauguração do Instituto Italiano para o Médio e Extremo Oriente , ele se posicionou contra as teorias racistas que se espalhavam na Alemanha nazista: 
«Roma nunca teve uma ideia exclusivista e negadora... Sempre acolheu e fundiu no seu seio ideias e forças, costumes e povos. Assim, ele foi capaz de implementar seu programa de fazer a cidade, o orbe. A primeira e a segunda vez, a Roma antiga e a Roma cristã: voltando-se com simpatia acolhedora e inteligência pronta e conciliadora a todas as nações em todas as formas de vida civil, não considerando nada estranho a ele que ele era humano. Povos pequenos com poucas reservas são aqueles que zelosamente se recolhem em si mesmos em um nacionalismo tímido e estéril" (Giovanni Gentile no discurso inaugural do Instituto Italiano para o Médio e Extremo Oriente em 21 de dezembro de 1933). 
Embora tenha sido indicado por alguns  como um dos signatários do Manifesto da raça, é um boato, pois Gentile nunca o assinou, como demonstrado pelo estudioso Paolo Simoncelli.  Especialmente após a promulgação das leis raciais na Itália, as intervenções de Gentile se sucederam em favor de colegas judeus como Mondolfo, Gino Arias  e Arnaldo Momigliano. Em seu último livro, Mimmo Franzinelli contesta as críticas recebidas. Em 3 de abril de 1936, como presidente do Instituto Fascista de Cultura, Gentile organizou e apresentou a conferência do ministro nazista - e mais tarde governador da Polônia ocupada durante a guerra - Hans Frank, sobre as raízes racistas do nazismo.  

### O Discurso aos Italianos (24 de junho de 1943)
As últimas intervenções políticas são representadas por duas conferências em 1943. Na primeira, realizada em 9 de fevereiro em Florença, intitulada Minha religião, na qual se declarou cristão e católico, embora adepto do estado laico. 
Na segunda, muito mais importante, realizada em 24 de junho por proposta de Carlo Scorza , novo secretário nacional do Partido Nacional Facista da Itália no Campidoglio de Roma, intitulada Discurso aos italianos , exortou a unidade nacional, em um momento difícil da guerra. Após essas intervenções retirou-se para Troghi, onde escreveu sua última obra, publicada postumamente, Gênese e estrutura da sociedade , na qual recuperou o antigo interesse pela filosofia política e na qual teorizou " o humanismo do trabalho".  
Gentile considerou este último trabalho a culminação de seus estudos especulativos tanto que para seu amigo antifascista Mario Manlio Rossi, mostrando-lhe o manuscrito, disse brincando: "Seus amigos podem me matar agora se quiserem. Meu trabalho na vida está terminado ". 
A queda de Mussolini em 25 de julho de 1943 não preocupou particularmente Gentile que entendia tudo como uma mudança de governo. Além disso, a nomeação no primeiro governo de Badoglio de alguns ministros que antes haviam sido seus colaboradores, como Domenico Bartolini e Leonardo Severi, o confortava. Em particular, a antiga amizade com o ministro Severi levou Gentile a enviar-lhe uma carta de bons votos pela nomeação e a apresentar-lhe algumas questões pendentes com o governo anterior. 
Em 4 de agosto, Severi respondeu a Gentile, lançando um duro e inesperado ataque. Ao deturpar voluntariamente o conteúdo, mas evitando divulgá-lo, apoiou a ideia de que Gentile se havia proposto a ele como conselheiro, colocando-o assim na obrigação de rejeitar a proposta. Gentile respondeu ao ministro e renunciou ao cargo de diretor da Scuola Normale em Pisa.  

### Adesão da República Social Italiana
Gentile inicialmente rejeitou a proposta de Carlo Alberto Biggini, que entretanto se tornou ministro, para entrar no governo, e após uma reunião em 17 de novembro de 1943 com Benito Mussolini no Lago de Garda, ele foi convencido a ingressar na República Social Italiana . Em novembro de 1943 tornou-se presidente da Real Academia da Itália, com o objetivo de reformar a antiga Accademia Nacional dos Linces  que foi absorvida pela nova Academia.  Então Gentile para sua filha Teresa contou o evento:
«Um ministro amigo veio aqui há algum tempo para me procurar, e contei com franqueza as razões pessoais e políticas pelas quais desejava permanecer distante. Mas ele me assegurou que eu poderia muito bem ficar à margem: mas eu tinha que fazer uma visita ao meu velho amigo que queria me ver e se entristece com certas manifestações recentes, hostis à minha pessoa. Não foi possível negar esta visita. Viajei confortavelmente com Fortunato. No dia 17 tive uma entrevista de quase duas horas, que foi muito emocionante. Disse todos os meus pensamentos, fiz muitas observações, das quais estou começando a ver alguns aspectos benéficos. Acho que fiz muito bem ao país. Ele não me perguntou nada, ele não me ofereceu. A entrevista foi individual. A nomeação foi então combinada com o ministro amigo e trazida aqui para mim por um Diretor-Geral. (Giovanni Gentile em carta endereçada a sua filha Teresa) 
Enquanto isso, seu filho Federico, capitão de artilharia do Exército Real, havia sido internado pelos alemães em um campo de prisioneiros em Lviv após 8 de setembro sob condições particularmente severas: ele era o único oficial italiano no campo que não recebeu a correspondência de retorno. Federico Gentile ingressou na Repúblcia Social Italiana, mas não aceitou a inscrição no Exército Nacional Republicano, preferindo retornar à Itália como civil. Gentile, em um discurso em 19 de março de 1944, elogiou publicamente Adolf Hitler pela primeira vez, chamando-o de "Condottiero da grande Alemanha", e elogiando a aliança italiana com as Potências do Eixo; depois de também pressionar o Papa,  alguns dias depois seu filho foi transferido para um campo menos severo e finalmente autorizado a voltar para casa.  

### Assassinato pelo Grupo de Ação Patriótica da Itália
Em 30 de março de 1944, por seu apoio declarado ao projeto de defesa da República Social Italiana, recebeu várias cartas contendo ameaças de morte. Em um em particular foi relatado: "Você como um expoente do neofascismo é responsável pelo assassinato dos cinco jovens na manhã de 22 de março de 1944". A acusação referia-se ao fuzilamento de cinco jovens foragidos do alistamento detidos pelos soldados da República Social Italiana (RSI) em 14 de março do mesmo ano, tiro orquestrado pelo major Mario Carità, que detestava Gentile, retribuído; o filósofo havia de fato ameaçado denunciar a violência excessiva de seu departamento ao próprio Mussolini. O governo fascista republicano ofereceu-lhe então uma escolta armada que Gentile no entanto recusou: "Não sou tão importante, mas se tiverem acusações a fazer estou sempre disponível".
Considerado no campo da resistência como um dos principais teóricos e dirigentes do regime fascista, "apologeta da repressão" e "regime refém de um exército de ocupação", foi morto em 15 de abril de 1944 na soleira de sua residência em Florença, a Villa di Montalto al Salviatino, por um grupo partidário florentino aderente ao Grupo de Ação Patriótica Italiana e inspiração comunista. O comando Gappista, composto por Bruno Fanciullacci, Elio Chianesi, Giuseppe Martini "Paolo", Antonio Ignestie  e a equipe de revezamento Liliana Benvenuti Mattei "Angela"  e, também contando com eresa Mattei e Bruno Sanguinetti na organização logística. O grupo aguardou estacionado por volta das 13h30 próximo à vila em Salviatino e, assim que o filósofo chegou de carro, Fanciullacci e Martini se aproximaram dele segurando livros debaixo do braço para esconder suas armas e assim se fazer acreditar nos alunos. O filósofo baixou a janela do carro para escutar, mas foi imediatamente atingido pelos tiros do revólver de Fanciullacci. Tendo fugido do grupo, o motorista foi para o hospital Careggipara, todavia, tendo Gentile sido atingido diretamente no coração e no peito, em pouco tempo faleceu.     
Foi um episódio que dividiu a própria frente antifascista e que ainda está no centro de controvérsias não resolvidas, já na época desaprovado pelo Comitê de Liberação Nacional da Toscana, tendo o então  Partido Comunista reivindicado a execução.  
Em 18 de abril, foi sepultado por iniciativa do ministro Carlo Alberto Biggini e com um decreto de aprovação do próprio Mussolini, na basílica de Santa Croce em Florença. 
Após o ataque, as autoridades da República Social Italiana - após suspeitarem inicialmente do próprio Mario Carità - prometeram meio milhão de liras em troca de informações sobre os autores, enquanto foi ordenada a prisão de cinco professores, indicados pelo chefe da província. Manganiello como os instigadores morais da emboscada: Ranuccio Bianchi Bandinelli (que talvez tenha aprovado o assassinato), Renato Biasutti, Francesco Calass, Ernesto Codignola, Enrico Greppi; mas os dois últimos escaparam da captura. Graças à intervenção direta da família Gentile, os detidos escaparam às habituais represálias que os fascistas realizaram após as ações do Grupo de Ação Patriótica (menos de duas semanas antes, em 3 de abril, cinco prisioneiros haviam sido fuzilados em Turim pelo assassinato do jornalista Ather Capelli), sendo posto em liberdade.  
Por ocasião do décimo aniversário de sua morte, entre 15 e 17 de abril de 1955 , foi inaugurada a primeira de uma série de conferências de "estudos de Gentile" dentro da basílica . De tempos em tempos, vozes isoladas se levantam contra a presença do túmulo do "filósofo do fascismo" em Santa Croce, mas sem continuação. 

## Pensamento filosófico

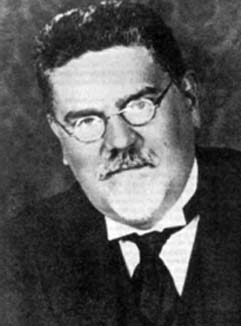
Giovanni Gentile

A filosofia de Gentile foi chamada por ele de realismo ou idealismo atual, pois nela a única realidade verdadeira é o puro ato de “ pensar que pensa”, ou seja, a autoconsciência, em que se manifesta o espírito que inclui todo o existente; em outras palavras, somente o que se realiza através do pensamento representa a realidade na qual o filósofo se reconhece. 
O pensamento é uma atividade perene em que na origem não há distinção entre sujeito e objeto. Gentile, portanto, se opõe a qualquer dualismo e naturalismo reivindicando a unidade da natureza e do espírito (monismo), isto é, do espírito e da matéria, dentro da consciência pensante , juntamente com sua primazia gnoseológica e ontológica. A consciência é vista como uma síntese de sujeito e objeto, síntese de um ato em que o primeiro (o sujeito) se coloca e o segundo ( auto -conceito): é nisso que consiste o autotratamento. Portanto, apenas orientações espíritas não fazem sentidoou apenas materialistas, assim como a clara divisão entre espírito e matéria do platonismo não tem, já que a realidade é Una: aqui é evidente a influência do panteísmo e do imanentismo renascentistas , ao invés do hegelismo.  De Hegel , ao contrário de Benedetto Croce, que era o defensor de um historicismo absoluto (ou idealismo historicista ), para o qual toda realidade é história e não um ato, no sentido aristotélico , Gentile valoriza não tanto o horizonte historicista quanto o idealista relativo a consciência: a consciência é considerada como o fundamento da realidade. 
Ainda segundo Gentile há um erro em Hegel na formulação da dialética, mas isso não consiste apenas, como Croce havia afirmado, no arranjo escolástico hegeliano de Lógica, Filosofia da Natureza e Filosofia do Espírito. A esse respeito, Croce havia de fato argumentado, contra essa tripartição hegeliana, que "tudo é Espírito".  Embora a crítica de Croce seja aceitável, não é de forma alguma suficiente, como Gentile argumenta em A reforma da dialética hegeliana (1913) que Hegel teria de fato confundido a dialética do pensamento (que ele identificou corretamente) com a dialética do pensamento: ele teria, portanto, deixado fortes resíduos da dialética do pensamento, isto é, do pensamento determinado e das ciências.   Gentile também não aceita a dialética crociana de, que Croce (com base no princípio de que "nem toda negação é oposição") introduziu e colocou ao lado da "dialética dos opostos" hegeliana; de fato, o filósofo siciliano o considera uma adição arbitrária, que distorce a própria dialética hegeliana. Isso se expressa em um atualismo, no qual Gentile usa a dialética hegeliana dos opostos dentro da teoria do ato de pensar como um ato puro: essa dialética é, portanto, expressa na relação dialética entre a lógica do pensamento e a lógica do pensamento.  
Recuperando Fichte (em particular a Doutrina da ciência de 1794), o filósofo siciliano afirma que o espírito é fundante como unidade de consciência e autoconsciência, pensamento em ação; o ato de pensar pensamento, ou "ato puro", é o princípio e a forma de tornar-se realidade. Segundo Gentile, a dialética do ato puro se dá na oposição entre a subjetividade representada pela arte (tese) e a objetividade representada pela religião (antítese), para a qual a filosofia (síntese) atua como solução.  O ato puro se funda na oposição da "lógica do pensamento pensante" e da "lógica do pensamento pensado": a primeira é uma lógica filosófica e dialética, a segunda uma lógica formal e errônea. 
Gentile dedica sua atenção à subjetividade da arte e sua relação com a religião e a filosofia, ou seja, toda a vida do espírito; se por um lado a arte é produto de um sentimento subjetivo, por outro é um ato sintético, que capta todos os momentos da vida do espírito, adquirindo assim algumas características do discurso racional.  Desenvolvendo plenamente o hegelismo de Bertrando Spaventa, a doutrina do atualismo de Gentile, para o qual toda realidade existe apenas no ato que a pensa, tem sido interpretado como um idealismo subjetivo (uma forma de subjetivismo ), embora seu autor tendesse a rejeitar essa definição, uma vez que esse ato não é precedido nem pelo sujeito nem pelo objeto, mas coincide com a própria Ideia e ao contrário de Fichte, em que o Infinito (como Hegel já havia dito) é um "mau infinito" é realmente imanente na experiência, precisamente porque é o criador da experiência. 

## Pensamento político
Gentile foi o primeiro e mais importante ideólogo do fascismo, junto com o próprio Mussolini. A sua é uma filosofia política fortemente ativista e "atualista" (ou seja, quer transpor o atualismo - filosofia de Gentile -  para o campo civil e social), que combina "práxis e pensamento", que é ao mesmo tempo "ação à qual uma doutrina é imanente".  Insatisfeitos com a realidade, em Gentile encontramos a primazia do futuro, mas, ao mesmo tempo, uma recuperação da concepção romântica da Razão entendida como Espírito universal que tudo permeia, adverso ao materialismo e à razão meramente instrumental. Para Gentile, por exemplo, a "maneira geral de conceber a vida" do fascismo é do tipo "espiritualista". 
O fascismo não é a única qualificação política que ele dá à sua própria filosofia, de fato Gentile também quer ser liberal, embora pareça rejeitar o liberalismo do século XIX quase inteiramente em A Doutrina do Fascismo.  De fato, sua concepção política retoma a concepção hegeliana do Estado ético, para o qual livre não é o indivíduo atomística e materialmente entendido, mas apenas o Estado em seu processo histórico. 
O indivíduo pode ser livre e expressar sua moral exclusivamente nas formas institucionais do Estado, como explica no verbete "Fascismo" da Enciclopédia Italiana.  O indivíduo só pode amadurecer sua liberdade individual dentro do Estado ("liberdade na lei"), isto é, em um contexto institucional organizado. Um exemplo dessa concepção pode ser encontrado na direita histórica, que governou os primeiros anos da Unificação da Itália: estabeleceu um governo autoritário (concepção posteriormente herdada da esquerda histórica de Francesco Crispi) que conseguiu moderar a individualidade dos indivíduos, o que Gentile define como o impulso para a desintegração; esse modelo de governo forte é adequado para Gentile, pois o estado deve ser um estado ético, definido nos termos de Mazzini como um "educador".  Se Gentile quer um estado totalitário real é uma questão incerta; certamente em sua fase puramente fascista ele se refere ao "estado total", o organismo que acolhe tudo dentro de si. 
No pensamento deo Gentile, com o fascismo poderia haver  um verdadeiro "liberalismo" no que se refere aos valores primitivos do Risorgimento italiano: Gentile aqui demonstra uma forte abordagem historicista, segundo a qual o fascismo tiraria sua legitimidade da história, seria justamente um fase histórica, não uma ideologia política.  O Risorgimento não foi apenas uma operação política, mas seria um "ato de fé":  o campeão desse ato de fé foi Mazzini : anti- iluminista e romântico, anti-francês, espiritualista e inimigo dos princípios materialistas. 
O Estado de de Giovanni Giolitti (político italiano e presidente do conselho de ministros), por outro lado, segundo Gentile (concepção que o separa radicalmente de Croce), foi uma traição aos valores do Risorgimento: para quebrar esse status quo degenerativo do processo italiano era preciso recorrer à ilegalidade e à violência do movimento fascista: uma violência revolucionária, porque é portadora de uma nova estrutura, mas também do Estado, porque preenche as lacunas que existem no sistema estatal.  Gentile insiste muito na novidade do fascismo: é uma nova maneira de conceber a nação, tem uma consciência mística do que está fazendo. 
Benito Mussolini seria, no pensamento de Gentile, retratado como um verdadeiro herói idealista. A missão do fascismo, segundo Gentile, seria criar o novo Homem : um homem de fé, espiritual, antimaterialista, voltado para grandes empreendimentos.  Esse novo tipo de homem seria antitético ao caráter que Giovani Giolitti tentou imprimir à nação e que caracterizou a Itália como cética, medíocre e astuta. 
Como ideólogo, ele defende que o fascismo deveria ser institucionalizado: isso de fato acontecerá através da instituição do Grande Conselho do Fascismo.  O fascismo também deve ser absorvido pela italianidade (e não o contrário): o objetivo é que não haja mais contradições na sociedade, nenhuma diferença entre a cultura italiana e a cultura fascista. 
É preciso chegar a uma comunidade homogênea e compacta também no local de trabalho: por meio da instituição da corporação, que deve sanar a cisão sindicato-empregador por meio da colaboração de classes; aqui também ele retoma as teorias de Mazzini, assim como o distributismo.  O corporativismo (cujas conquistas extremas serão a democracia orgânica e a socialização da economia, concebida na República Social Italiana) nos permitiria chegar a um estado de coisas em que os problemas econômicos serão resolvidos dentro da própria corporação, sem causar fraturas dentro sociedade, e evitando a luta de classes, graças aterceira via fascista. 
Nos últimos anos de sua vida, Gentile apoiou, opondo-se à ala extrema e intransigente do fascismo, a ideia de uma reconciliação, a mais ampla possível, de todos os italianos, tanto fascistas quanto antifascistas: embora se reconhecendo na República Social Italiana, ele convidou publicamente o “povo são” a ouvir “a voz da Pátria”, exortando-o a pacificar e a evitar uma “ luta fratricida ”, da qual em todo o caso não verá o fim. O gentilismo foi, juntamente com o fascismo, uma ideologia extremista de direita  (Malaparte, Maccari, Bottai, Marinetti), o fascismo clerical, o misticismo fascista (Giani, Arnaldo Mussolini ) e o neoguebelinismo pagão ( Julius Evola), uma das principais correntes culturais do regime fascista. 

### Crítica de Marx e do marxismo
Para Gentile, diferentemente de Croce, que considerava o pensamento de Marx apenas "paixão política", causada pela indignação moral devido às injustiças sociais, o marxismo é uma filosofia da história derivada de Hegel. De fato, no livro "Filosofia de Marx" (1899) Gentile afirma que essa filosofia da história (como uma concepção materialista da história) é construída por Marx substituindo a Matéria - a estrutura econômica - pelo Espírito. Para Hegel o Espírito é a essência de toda realidade, que inclui a matéria (dentro da Filosofia da natureza ), como um momento do seu desenvolvimento; segundo Marx, por outro lado, tendo trocado o relativo pelo absoluto, acaba-se por atribuir a um mero momento (a matéria, ou seja, o fato econômico) a função do Absoluto - que para Hegel se desenvolve dialeticamente e é determinado a priori - tornando assim o empírico determinado a priori : a estrutura econômica. Embora a filosofia da história marxista seja, portanto, uma filosofia da história hegeliana errônea "virada", no entanto, a filosofia de Marx possui igualmente uma virtude: é uma "filosofia da práxis".  
Nas Teses sobre Feuerbach (que Gentile primeiro traduziu para o italiano) Marx, de fato, critica o materialismo vulgar: este concebe metafisicamente o objeto como dado e o sujeito como mero receptor da essência-objeto. Apesar disso, segundo Gentile, Marx atribui à práxis, considerada como atividade humana sensível, a função de derivar o próprio pensamento equivocadamente: o filósofo de Trier de fato considera o pensamento uma forma derivada da atividade sensível e não um ato que coloca o "objeto". O filósofo siciliano (Gentile), fundador do "atualismo", argumenta (contra Marx e o marxismo) que é o ato de pensar , como ato puro, que postula o objeto e, portanto, em última análise, para criá-lo.  

## Teorias pedagógicas
Gentile reflete longamente sobre a função pedagógica e une a pedagogia à filosofia, iniciando uma refundação da primeira em um sentido idealista, negando seus vínculos com a psicologia e a ética. 
A educação deveria ser entendida como uma atualização, um desdobramento do próprio espírito que, assim, realiza sua própria autonomia. Ensinar é um espírito em ação, cujas fases não podem ser fixadas ou o método prescrito: "o método é o professor", que não deve aderir a nenhum ensinamento programado, mas enfrentar essa tarefa com base em seus próprios recursos internos. A didática da programação seria como cristalizar o criativo e tornar-se fogo do espírito que subjaz à educação. Uma cultura ampla é exigida do mestre e nada mais, o método virá por si mesmo, porque o método reside na própria Cultura que é continuamente formada por si mesma em seu processo infinito de criação e recriação. 
O dualismo aluno-professor deve ser resolvido na unidade através da participação comum na vida do espírito que, através da cultura, move o educador para o aluno e o reabsorve na universalidade do ato espiritual. "O mestre é o sacerdote, o intérprete, o ministro do ser divino , do espírito ". 
O professor encarnaria o próprio espírito, o aluno deve então entrar em sintonia na escuta com o professor, apenas para participar da atualização do espírito, para se tornar livre e autônomo, e nessa relação ele passa a se autoeducar, fazendo um pouco de tudo. os grandes conteúdos apresentados.  Esses conceitos inspiram a reforma escolar de 1923, implementada por Gentile como ministro da educação, mesmo que apenas uma parte fosse aplicada de acordo com seus desejos. Outros princípios da filosofia de Gentile presentes na reforma escolar são, em particular, a concepção da escola como membro fundamental do Estado (institui-se, de facto, um exame estatal que estabelece o fim de cada ciclo escolar, ainda que os estudos sejam realizados em uma instituição privada) e o domínio das disciplinas do grupo humanístico-filológico. 

### A reforma escolar
Gentile foi ministro da educação pública e em 1923 implementou sua reforma escolar, desenvolvida em conjunto com Giuseppe Lombardo Radice e definida por Mussolini como "a mais fascista das reformas", substituindo a antiga lei Casati. 
Era fortemente meritocrático e censurador; do ponto de vista estrutural, Gentile identifica a organização da escola segundo uma ordem hierárquica e centralista. Uma escola do tipo pirâmide, ou seja, concebida e dedicada aos "melhores" e rigidamente dividida no nível secundário em um ramo humanístico clássico para gerentes e um ramo profissional para o povo. As notas mais altas eram reservadas para os alunos mais merecedores, ou pelo menos para aqueles pertencentes às classes mais abastadas. Bolsas de estudo foram criadas para que alunos de famílias pobres pudessem continuar seus estudos.  As ciências naturais e a matemática foram ofuscadas, pois, segundo Gentile, eram assuntos sem valor universal que tinham sua importância apenas em nível profissional. Essa desvalorização, porém, não ocorreu nas universidades, por serem locais de formação especializada; de fato, Giovanni Gentile, ao contrário de Croce que manteve a absoluta preponderância social dos assuntos clássicos sobre a ciência  , ao mesmo tempo em que criticava os excessos do positivismo e também considerava os assuntos literários como superiores, também mantinha relações, marcadas pelo diálogo, com matemáticos e físicos italianos (tal como Ettore Majorana , colaborador de Enrico Fermi no grupo de "Rapazes da via Panisperna ", que também se tornou amigo de seu filho Giovanni jr., da mesma idade de Majorana) e procurou estabelecer um confronto construtivo com a cultura científica.    
A escolaridade obrigatória foi elevada para 14 anos e o ensino fundamental foi estabelecido de seis para dez anos. O aluno que concluía o ensino fundamental tinha a possibilidade de escolher entre o ensino médio clássico, o científico ou o instituto técnico. Apenas as duas escolas secundárias permitiam o acesso à universidade (a segunda apenas às faculdades científicas), desta forma, no entanto, manteve-se uma profunda divisão entre as classes sociais (essa restrição foi completamente removida apenas em 1969). 
Para reduzir as matrículas no superlotado instituto de ensino e para manter a separação entre os sexos nas escolas secundárias onde predominava a maioria masculina, criou uma escola secundária especial feminina,  favorecendo o acesso das mulheres ao ensino, considerado particularmente adequado para elas, mas excluindo-os do ensino das disciplinas de História, Filosofia e Economia Política nas escolas secundárias, bem como disciplinas Literárias, Direito e Economia Política nas escolas e institutos técnicos. 
Isso estava de acordo com a visão patriarcal de Mussolini que pretendia encorajar as mulheres a se dedicarem às suas famílias e a terem mais filhos, distraindo-as do trabalho e do estudo . Mesmo Gentile, em geral, mostrou posições pouco receptivas ao feminismo ("o feminismo está morto", ele dirá em 1934), embora mais matizado, argumentando que as escolas secundárias deveriam formar os "futuros líderes" guerreiros, enquanto as mulheres (na sequência de uma interpretação lombrosiana) tinham uma capacidade de "compreensão imperfeita do Espírito"  e, portanto, tinham que se dedicar a atividades não políticas e não científicas, "campo de batalha do homem", estudando em uma "escola adequada à formação intelectual e moral". necessidades das jovens”, em que a dança, a música e o canto foram privilegiados. No entanto, as mulheres não foram proibidas de frequentar a universidade. 

A escola secundária feminina será suprimida já em 1928 , devido ao insucesso alcançado. Para Victoria de Grazia , a reforma da escola feminina expressava a visão contraditória das mulheres no regime: “como reprodutoras da raça, as mulheres tinham que encarnar papéis tradicionais, ser estóicas, silenciosas e sempre disponíveis; como cidadãos e patriotas, deviam ser modernos, ou seja, combativos, presentes na cena pública e prontos a chamar».  Entre os objetivos declarados da reforma estava também a redução da população escolar dos ensinos fundamental e médio:
"A exclusão de um certo número de alunos das escolas públicas tinha sido o propósito muito claro da nossa reforma (...) Não devemos encontrar lugar para todos (...) A reforma tende precisamente para isso: reduzir a população escolástico." (Giovanni Gentile). 
Ele reitera que não há método no ensino, cada tópico é um método em si, ou seja, não é uma noção abstrata a ser memorizada, mas um ato de pesquisa ativa e criativa.  O professor pode utilizar indicações metódicas para preparar as fases que antecedem o ensino.  A reforma de Gentile foi substituída pela reforma Bottai de 1940 que no entanto nunca entrará em plena capacidade devido à guerra, e será definitivamente arquivada a partir de 1962. Grande parte da subdivisão concebida por Gentile com a reforma de 1924, no entanto, como o ensino fundamental, médio e  manteve-se formalmente em vigor até hoje, apesar de várias tentativas de modificá-lo, enquanto a chamada " escola inicial "foi eliminado ". No entanto, após 1968 , o acesso à universidade de todas as escolas secundárias será permitido. 

#### O ensino da religião católica
A religião é obrigatoriamente ensinada no nível primário, também introduzida para outras escolas com a Concordata, mas com a opinião de Gentile em contrário. No entanto, a reforma prevê o pedido de isenção para quem professa outras religiões. Gentile acreditava que todos os cidadãos deveriam ter uma concepção religiosa e que a religião a ser ensinada era a religião católica como religião dominante na Itália.  Nos três anos da educação clássica, a filosofia foi então introduzida como substituta, adequada às classes dominantes e à futura classe dominante, mas não às massas populares.  

## Gentile e a cultura subsequente
Com o assassinato de Gentile - em 15 de abril de 1944 - e o fim do regime fascista que apoiou até o fim, iniciou-se contra ele uma forma de ostracismo, mas sim uma forma de repressão, que, no entanto, atenuou nas últimas décadas graças ao trabalho de estudiosos muitas vezes em desacordo uns com os outros. Segundo o filósofo católico Augusto Del Noce, um de seus principais reavaliadores, Gentile é um pensador da secularização e da resolução da transcendência na práxis - nisso compartilhada com Marx -, decisiva até mesmo para o próprio comunismo italiano através da retomada que fez Antonio Gramsci . Ressalte-se que já na revista L'Ordine Nuovo, Piero Gobettiem 1921, ele escreveu que Gentile "realmente formou nossa cultura filosófica". 

Gennaro Sasso  é bem diferente, segundo o qual a desastrosa prática política de Gentile não deve ser reavaliada de forma alguma, cuja adesão "apaixonada" ao fascismo "foi filosófica, talvez, em palavras [...], mas em coisas não" . O que ainda merece ser estudado, diz Sasso, é antes "a filosofia do ato em ato", e entre ela "e o fascismo não há, nem pode haver, qualquer conexão". De acordo com Martin Beckstein, por outro lado, a própria filosofia de Gentile representa o "fascismo do actualismo" e, portanto, uma "deformação do idealismo".  Além de sua filiação política, o historiador Leo Valiani ainda atribui a Gentile uma profundidade filosófica considerável:
«Giovanni Gentile era fascista e pagou com a vida a sua lealdade ao fascismo. Mas ele também era um pensador profundo. Até Gramsci e Togliatti o reconheceram depois da guerra .”  
E a "Fundação Giovanni Gentile", cuja sede, desde 1982, está localizada na Faculdade "La Sapienza ", e presidida por Gennaro Sasso.  
A filosofia gentílica também é apreciada pelo filósofo leigo Emanuele Severino,  que, por compartilhar do substrato filosófico tecnocientífico de nosso tempo, a considera "uma das características mais decisivas da cultura mundial",  enquanto para Nicola Abbagnano, "Gentile foi certamente um romântico, talvez a última figura mais vigorosa do romantismo europeu ".  Em 1994 foi - lhe dedicado um selo postal italiano, o único entre as principais personalidades do regime fascista a ter esta celebração pela República Italiana. 
Em uma carta escrita em 2000 por Enricco Testa e divulgada por Il Riformista, a jornalista e escritora florentina Oriana Fallaci, apesar de sempre ter se definido como partidária (ela era uma retransmissora das brigadas Giustizia e Libertà), não poupa críticas ao assassinato de Giovanni Gentile. Na verdade, ele escreve que “o assassinato de Gentile foi um bastardo injusto e covarde. Gentile não era um fascista ». Que os antifascistas eram "cacasotto" porque "mataram um grande e indefeso filósofo enquanto não tinham coragem de desbravar as pontes de Florença que os alemães minaram". 

## Trabalhos

### De natureza filosófica ou geral
- O ato de pensar como um ato puro (1912)
- A reforma da dialética hegeliana , Florença, Sansoni, (1913)
- A Filosofia da Guerra (1914)
- Teoria geral do espírito como ato puro, Florença, Sansoni, (1916)
- Os fundamentos da filosofia do direito (1916)
- Sistema de lógica como teoria do conhecimento (1917 - 1922)
- Guerra e Fé (1919, coleção de artigos escritos durante a guerra)
- Depois da Vitória (1920 , coletânea de artigos escritos durante a guerra)
- Discursos de Religião (1920)
- Modernismo e a relação entre religião e filosofia (1921)
- Fragmentos da história da filosofia (1926)
- A filosofia da arte (1931)
- Introdução à Filosofia (1933)
- Gênese e estrutura da sociedade (póstumo, 1946)
- Actualism editado por V. Cicero e com introdução por E. Severino, Bompiani, Milão, 2014 [66] [67] [68] [69]

### Natureza historiográfica
- Das comédias de Antonfrancesco Grazzini conhecidas como il Lasca ( 1895 )
- Rosmini e Gioberti (1898, tese de graduação)
- A filosofia de Marx (1899)
- De Genovesi a Galluppi (1903)
- Bernardino Telesio (1911)
- Estudos Vichianos (1914)
- As origens da filosofia contemporânea na Itália (1917 - 1923)
- O declínio da cultura siciliana (1918)
- Giordano Bruno e o pensamento do Renascimento (1920)
- Fragmentos de estética e literatura (1921)
- Cultura piemontesa (1922)
- Gino Capponi e a cultura toscana do século XIX (1922)
- Estudos do Renascimento (1923)
- Os profetas do Risorgimento italiano: Mazzini e Gioberti (1923)
- Bertrando Spaventa (1924)
- Manzoni e Leopardi (1928)
- Economia e Ética (1934)  [66] [67] [68] [69]

### De natureza pedagógica
- O ensino da filosofia nas escolas secundárias (1900)
- Escola e Filosofia (1908)
- Resumo da Pedagogia como Ciência Filosófica (1912)
- Os problemas da escolástica e do pensamento italiano (1913)
- O problema da escola pós-guerra (1919)
- A reforma da educação, Bari, Laterza, (1920)
- Educação e escola laica (1921)
- A nova escola média (1925)
- A reforma escolar na Itália (1932)  [66] [67] [68] [69]

### Sobre o fascismo
- Fascismo no governo escolar / Discursos e entrevistas encomendados por Ferruccio E. Boffi / (22 novembro '-24 abril ') , Palermo, Remo Sandron Editore, 1924
- Manifesto dos intelectuais do fascismo, em "Il Popolo d'Italia", 21 de abril de 1925
- O que é o fascismo / Discursos e polêmicas, Florença, Vallecchi Editore, 1925
- Fascismo e cultura, Milão, F. lli Treves Editori, 1928
- A lei do Grande Conselho, na Educação Fascista n. 2 e na Educação Nacional n. 6, 1928
- Origens e doutrina do fascismo, Roma, Libreria del Littorio, 1929
- A unidade de Mussolini, em "Corriere della Sera", 15 de maio de 1934
- Discurso aos italianos, 1943, em Política e cultura , vol. II, editado por HA Cavallera, Florença, Le Lettere, 1991
- Do discurso aos italianos à morte: 24 de junho de 1943 - 15 de abril de 1944, (editado por Benedetto Gentile) Florença, Sansoni, 1951
- A filosofia do fascismo, na Itália hoje , Roma, "O livro italiano no mundo" Edições, 1941
- Reconstruindo, em "Corriere della Sera", 28 de dezembro de 1943.  [66] [67] [68] [69]

## Obras
- Uma crítica do materialismo histórico (1897)
- A filosofia de Marx (1899)
- O ato de pensar como um ato puro (1912)
- A reforma da dialética hegeliana, Florença, Sansoni, (1913)
- A filosofia da guerra (1914)
- Teoria geral do espírito como ato puro, Florença, Sansoni (1916)
- Os fundamentos da filosofia do direito (1916)
- Sistema lógico como teoria do conhecimento (1917-1922)
- Guerra e fé (1919, coleção de artigos escritos durante a guerra)
- Após a vitória (1920, coleção de artigos escritos durante a guerra)
- Discursos religiosos (1920)
- Modernismo e a relação entre religião e filosofia (1921)
- Manifesto dos intelectuais fascistas (1925)
- Fragmentos da história da filosofia (1926)
- A filosofia da arte (1931)
- Introdução à filosofia (1933)
- Gênese e estrutura da sociedade (postumamente 1946)
- Atualismo editado por V. Cicero e com introdução de E. Severino, Bompiani, Milão 2014.  [66] [67] [68] [69]